# Tadeusz Mrugacz
Tadeusz Mrugacz (ur. 3 lipca 1907 w Wieliczce, zm. 1 lutego 1978) – przewodniczący Prezydium MRN Krakowa, poseł na Sejm PRL I kadencji z ramienia PZPR.

## Życiorys
Był synem Szymona, urzędnika pocztowego. W 1922 rozpoczął pracę jako praktykant w zawodzie malarz-lakiernik. W 1925 został czeladnikiem. Wstąpił do Związku Zawodowego Pracowników Budowlanych w latach 1935–1936 będąc jego sekretarzem. W 1932 został członkiem KPP.
W okresie okupacji pracował w gazowni jako rzemieślnik.
W 1948 awansował z robotnika na wicedyrektora, a od 1950 na dyrektora Zakładów Gazowych Okręgu Krakowskiego. Od 1945 był członkiem PPR i Miejskiej Rady Narodowej w Krakowie. W okresie od 6 czerwca 1950 do 26 marca 1952 był zastępcą przewodniczącego, a 7 kwietnia 1954 został przewodniczącym Prezydium Miejskiej Rady Narodowej w Krakowie. Na stanowisku tym pozostał do 24 października 1957. W tym czasie:

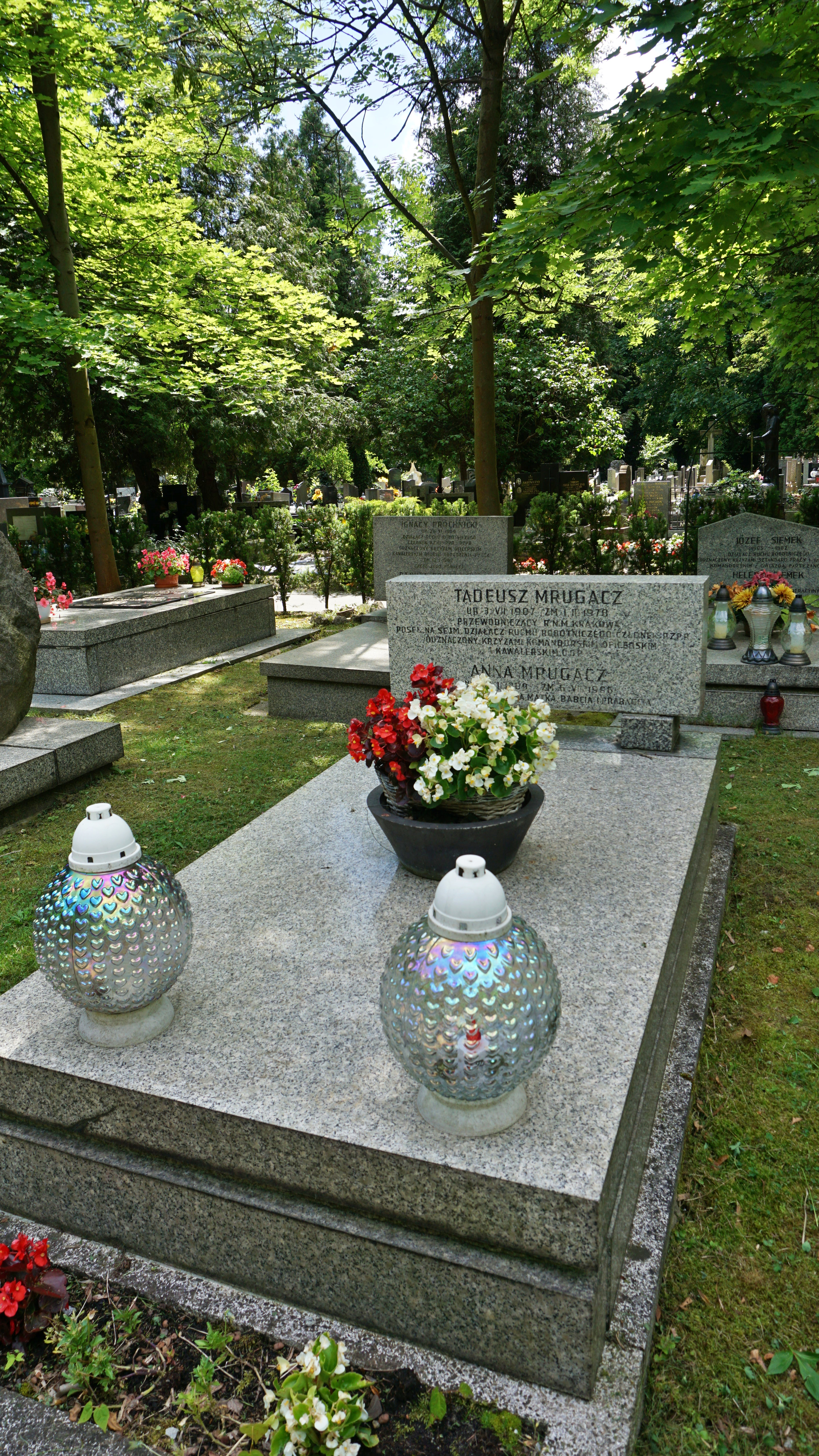
Grób Tadeusza Mrugacza na cmentarzu Rakowickim

- prowadzono rozbudowę Kombinatu Metalurgicznego Huty im. Lenina o aglomerownię (1954) oraz walcownię ciągłej blachy (1955).
- w Parku Strzeleckim odsłonięto pomnik Lenina i Stalina (zlikwidowany w 1956).
- na Rynek Główny powrócił po zniszczeniach wojennych pomnik Adama Mickiewicza 26 listopada 1955.
- rozpoczęły działalność: Teatr Ludowy i Muzeum Historii Farmacji UJ.
- Miejska Rada Narodowa zmieniła nazwę na Rada Narodowa miasta Krakowa.
- w 1957 zaczęły się ukazywać Wieści i Głos Nowej Huty.

W latach 1958–1969 był dyrektorem Miejskiego Przedsiębiorstwa Wodociągów i Kanalizacji.
Pochowany na cmentarzu Rakowickim w Krakowie, w alei zasłużonych (kwatera LXIX pas A-II-12).

## Ordery i odznaczenia
- Krzyż Komandorski Orderu Odrodzenia Polski
- Krzyż Oficerski Orderu Odrodzenia Polski
- Krzyż Kawalerski Orderu Odrodzenia Polski (20 lipca 1955)[1]
- Medal 10-lecia Polski Ludowej (22 grudnia 1954)[5]
- Odznaka „Racjonalizatorom Produkcji”
- Złota Odznaka „Za Pracę Społeczną dla Miasta Krakowa”

Źródło: Parlamentarzyści - Mrugacz Tadeusz (1905–1978). 